# بيرك جونز
بيرك جونز (بالإنجليزية: Burke Jones)‏ (25 أبريل 1903 الولايات المتحدة - 1 يناير 1983 الولايات المتحدة) هو لاعب كرة قدم أمريكي سابق كان يلعب كلاعب وسط، شارك في الألعاب الأولمبية الصيفية 1924.

## روابط خارجية
- بيرك جونز على موقع قاعدة بيانات كرة القدم.إي يو (الإنجليزية)
- بيرك جونز على موقع أوليمبيديا (الإنجليزية)